# Wär Gott nicht mit uns diese Zeit, BWV 14

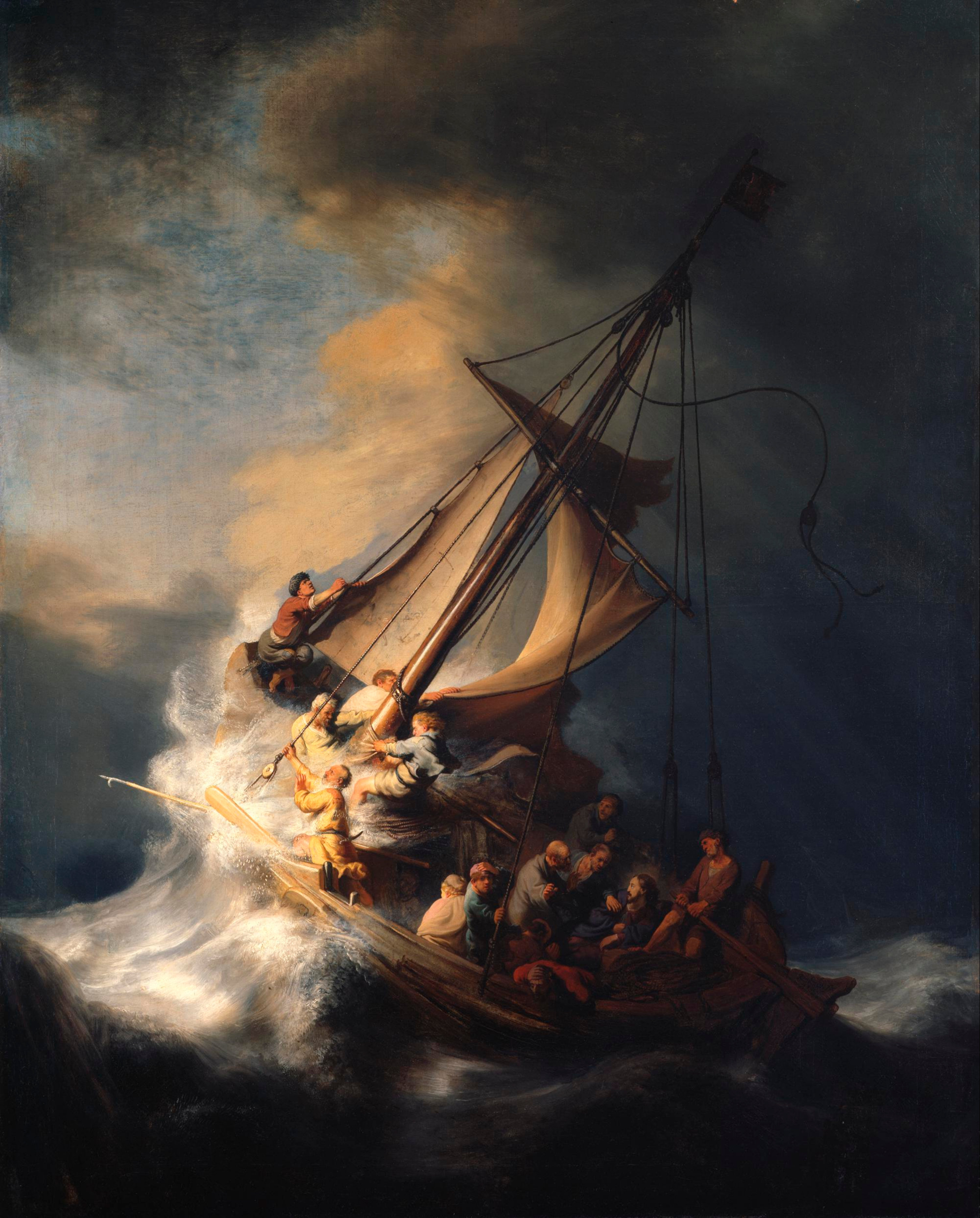
La tormenta en el mar de Galilea de Rembrandt, 1632

Wär Gott nicht mit uns diese Zeit, BWV 14 (Si Dios no estuviera con nosotros en este tiempo) es una cantata de iglesia escrita por Johann Sebastian Bach en Leipzig para el cuarto domingo después de la Epifanía y estrenada el 30 de enero de 1735. El texto está basado en un himno de Martin Lutero publicado en 1524.

## Historia
Bach compuso esta obra durante su estancia como Thomaskantor en Leipzig para el cuarto domingo después de la Epifanía. Un cuarto domingo después de la Epifanía no es habitual y solamente ocurre en años con una Pascua tardía. Bach había compuesto sólo otra cantata para esta ocasión, Jesus schläft, was soll ich hoffen?, BWV 81. En 1725, cuando Bach escribió su ciclo anual de cantatas corales, no hubo cuarto domingo tras la Epifanía. En 1735, poco después de la primera interpretación de su Oratorio de Navidad, al parecer quiso rellenar este vacío y completar su ciclo de cantatas corales. Para Christoph Wolff es evidente que Bach interpretó el segundo ciclo en 1735, ubicando la nueva cantata entre Was mein Gott will, das g'scheh allzeit, BWV 111, para el tercer domingo después de la Epifanía y Ich hab in Gottes Herz und Sinn, BWV 92 para Septuagésima. La cantata fue interpretada por primera vez el 30 de enero de 1735. Es una de las últimas cantatas de iglesia conservadas de Bach.

## Análisis

### Texto
Las lecturas establecidas para ese domingo eran de la epístola a los romanos, "el amor completa la ley" (Romanos 13:8-10), y del evangelio según San Mateo, la tempestad calmada (Mateo 8:23-27).
El texto de la cantata está basado en el himno de tres estrofas de Martín Lutero, una paráfrasis del Salmo 124, publicado en el himnario Eyn geystlich Gesangk Buchleyn de 1524 de Johann Walter. Conforme a John Eliot Gardiner, este himno "aparentemente, había sido cantado en este domingo en Leipzig desde tiempos inmemoriales". El texto de la primera y última estrofas se mantiene inalterado; un poeta desconocido parafraseó la estrofa intermedia en tres movimientos, dos arias enmarcando un recitativo. Según Wolff, el poeta pudo haber sido Andreas Stübel, en 1724/25. El tema del coral está relacionado con el evangelio de forma general: nuestra vida depende de la ayuda de Dios y está perdida sin ella. También existe una conexión en la imagen del agua que fluye que expresa el salmo, que empieza "Si Dios no estuviera con nosotros" (Salmos 124), y continúa "entonces las aguas nos habrían inundado, el torrente hubiera pasado sobre nuestra alma, hubieran entonces pasado las aguas impetuosas sobre nuestra alma" (Salmos 124:4-5). El poeta lo parafraseó en el recitativo central como "Es hätt uns ihre Wut wie eine wilde Flut und als beschäumte Wasser überschwemmet" (Su furia nos habría inundado, como una marea furiosa y como una ola espumante).

### Instrumentación
La obra está escrita para tres solistas vocales (soprano, tenor y bajo) y un coro a cuatro voces; corno da caccia, dos oboes, dos violines, viola y bajo continuo.

### Estructura
Consta de cinco movimientos.
1. Coro: Wär Gott nicht mit uns diese Zeit
2. Aria  (soprano): Unsre Stärke heißt zu schwach
3. Recitativo (tenor): Ja, hätt es Gott nur zugegeben
4. Aria (bajo): Gott, bei deinem starken Schützen
5. Coral: Gott Lob und Dank, der nicht zugab

El coral se canta sobre la melodía de "Wo Gott der Herr nicht bei uns hält", que Bach había arreglado para una cantata coral, Wo Gott der Herr nicht bei uns hält, BWV 178. El coro inicial es una composición inusual que no sigue el esquema instrumental de los ritornellos con un cantus firmus cantado línea a línea por la soprano en largas notas. En un arreglo que recuerda a un motete, la cuerda toca colla parte con las voces, y cada línea del coral es preparada por una compleja contra-fuga a cuatro voces, en la cual la primera entrada de un tema es contestada en su inversión. Después de preparar las entradas, la melodía del coral no es cantada sino tocada por la trompa y los oboes en largas notas, creando una obra a cinco voces, que es única en los movimientos de cantata de Bach. La única otra pieza de complejidad similar, que también cuenta con un cantus firmus en los instrumentos, es el coro de apertura de Ein feste Burg ist unser Gott, BWV 80, pero no fue concebido como una contra-fuga.
En la primera aria, la soprano va acompañada por la cuerda y la trompa, que contrasta el texto "stark" (fuerte) y "schwach" (débil) en combinación con la voz. Gardiner indica que la trompa sirve de soporte a la voz "en su registro más agudo (referida en la parte autógrafa como Corne. par force & tromba)". En el recitativo central, los peligros de las aguas que fluyen son ilustrados mediante rápidos pasajes del continuo en palabras como "Wut" ("furia"), "Flut" ("inundación") y "überschwemmet" ("inundar"), formando casi un arioso. Un figuralismo similar tiene lugar en la sección intermedia del aria para bajo, ilustrando "Wellen" (olas) con saltos de octava y rápidas escalas descendentes. El coral final está escrito para cuatro voces con "voces bajas e intermedias animadas contrapuntísticamente", parecidas a los corales del Oratorio de Navidad, estrenado unas pocas semanas antes. Wolff sintetiza la madurez de las últimas cantatas de Bach causada por "la experiencia acumulada por el compositor entre 1723 y 1729, que proporciona un especial carácter maduro a las últimas cantatas".

## Discografía selecta
De esta pieza se han realizado una serie de grabaciones entre las que destacan las siguientes.
- 1972 – J.S. Bach: Das Kantatenwerk Vol. 1. Gustav Leonhardt, Tölzer Knabenchor, King's College Choir, Leonhardt Consort, solista del Tölzer Knabenchor, Marius van Altena, Max van Egmond (Teldec)
- 1984 – Die Bach Kantate Vol. 8. Helmuth Rilling, Gächinger Kantorei, Württembergisches Kammerorchester Heilbronn, Krisztina Láki, Aldo Baldin, Philippe Huttenlocher (Hänssler)
- 1984 – Bach Made in Germany Vol. 4: Cantatas III. Hans-Joachim Rotzsch, Thomanerchor, Neues Bachisches Collegium Musicum, Monika Frimmer, Eberhard Büchner, Andreas Scheibner (Eterna)
- 2000 – Bach Cantatas Vol. 19. John Eliot Gardiner, Monteverdi Choir, English Baroque Soloists, Joanne Lunn, Paul Agnew, Peter Harvey (Soli Deo Gloria)
- 2000 – Bach Edition Vol. 18: Cantatas Vol. 9. Pieter Jan Leusink, Holland Boys Choir, Netherlands Bach Collegium, Ruth Holton, Knut Schoch, Bas Ramselaar (Brilliant Classics)
- 2002 – J.S. Bach: Complete Cantatas Vol. 20. Ton Koopman, Amsterdam Baroque Orchestra & Choir, Johannette Zomer, James Gilchrist, Klaus Mertens (Antoine Marchand)